# Philip Showalter Hench
Philip Showalter Hench (Pittsburgh, Pennsylvania, 28. veljače, 1896. – 30. ožujka, 1965. Ocho Rios, Jamajka) bio je američki liječnik koji je zajedno s Edwardom Calvinom Kendallom uspješno primijenio hormon nadbubrežne žlijezde (kasnije nazvan kortizol) u liječenju reumatoidnog artritisa. S Kendallom i Tadeus Reichsteinom iz Švicarske, Hench je 1950.g. dobio Nobelovu nagradu za fiziologiju ili medicinu za otkrića vezana za hormone kore nadbubrežne žlijezde, njihovu strukturu i biološki učinak.

## Vanjske poveznice
- Nobel - životopis
- Životopis  Arhivirana inačica izvorne stranice od 8. rujna 2008. (Wayback Machine)